# Fearless (пісня Pink Floyd)
Fearless — третя композиція з альбому «Meddle» британського гурту Pink Floyd. Повільний темп пісні і загальні акустичні риси зустрічаються і на інших треках на першій стороні альбому. Девід Гілмор і Роджер Уотерс склали пісню на гітарі, використовуючи відкритий лад соль мажор. Уотерс грає акустичні партії гітари на студійному записі, незважаючи на те, що він був басистом групи.
На початку і в кінці пісні, звучить гімн ліверпульських футбольних уболівальників «You'll Never Walk Alone», записаний прямо перед початком футбольного матчу. Роджер Уотерс є шанувальником клубу «Ліверпуль». Слово, що стало назвою композиції, взято з футбольного жаргону, де мало значення «дивовижний».

## Учасники запису
- Девід Гілмор — акустична та електрична гітари, вокал
- Роджер Уотерс — ритм-гітара, бас-гітара
- Річард Райт — електропіаніно
- Нік Мейсон — ударні і перкусія

а також:
- ліверпульські вболівальники, які співають «You'll Never Walk Alone»